# Deutschlandstipendium
Das Deutschlandstipendium ist ein seit dem Sommersemester 2011 verfügbares deutschlandweites Stipendienprogramm für begabte Studierende an staatlichen und staatlich anerkannten Hochschulen.

## Vorläufer
Vorläufer dieses Programmes ist ein identisch konzipiertes Stipendienprogramm des Bundeslandes Nordrhein-Westfalen, welches mit dem Start des Deutschlandstipendiums ausgelaufen ist. Das Deutschlandstipendium bildet die Fortsetzung des NRW-Stipendiums.

## Gesetzgebung
Das Deutschlandstipendium wurde mit dem „Gesetz zur Schaffung eines nationalen Stipendienprogramms (Stipendienprogramm-Gesetz – StipG)“ eingeführt. In dritter Lesung wurde der Regierungsentwurf am 18. Juni 2010 mit der Koalitionsmehrheit von CDU/CSU und FDP im Bundestag verabschiedet. Der Bundesrat stimmte am 9. Juli 2010 dem Entwurf zu. Das Gesetz wurde daraufhin am 21. Juli 2010 ausgefertigt und am 26. Juli 2010 (BGBl. I S. 957) verkündet. Es trat mit Wirkung vom 1. August 2010 gem. § 16 StipG in Kraft.

## Das Stipendienprogramm
Die Hochschulen organisieren die Förderung und sollen die Objektivität und Qualität des Auswahlverfahrens sicherstellen. Der jeweilige Förderer wird in der Verleihungsurkunde genannt. Die Hochschulen schaffen Gelegenheit zum Kennenlernen der Förderer und der Stipendiaten. Die Stifter können den Stipendiaten außerdem zusätzliche Förderangebote wie Praktika oder Weiterbildungsveranstaltungen anbieten, jedoch sind Förderer und Stipendiat nicht einander verpflichtet.
Die besonderen Leistungen im Werdegang sollen festgestellt werden durch gute Noten und Studienleistungen sowie die Bereitschaft, Verantwortung zu übernehmen oder erfolgreich Hindernisse im eigenen Lebens- und Bildungsweg gemeistert zu haben. Das Stipendium ist ein einkommensunabhängiges Fördergeld. Es wird zusätzlich zu eventuellen BAföG-Zahlungen für mindestens zwei Semester einschließlich der Semesterferien (Bewilligungszeitraum) und maximal bis zum Examen beziehungsweise dem Ende der Regelstudienzeit gewährt.

## Finanzierung
Mit 300 € monatlich werden Studierende und Studienanfänger, deren Werdegang herausragende Leistungen in Studium und Beruf erwarten lässt, gefördert. Die Hälfte der Mittel dafür stammen von privaten Geldgebern (Wirtschaftsunternehmen, Stiftungen oder Alumni etc.), die die Hochschulen selbst einwerben müssen. Die andere Hälfte kommt aus dem Bundeshaushalt.
Die privaten Geldgeber können ihre Ausgaben steuermindernd geltend machen.

## Höchstförderquoten
Das Gesetz legt die Begrenzung der Anzahl der Geförderten über eine jährliche Quote fest, die schrittweise gesteigert werden soll, bis eine Höchstförderquote von 8 % der Studierenden einer Hochschule erreicht ist. Nach dem im November 2013 abgeschlossenen Koalitionsvertrag soll das Stipendium jedoch nur mit der Zielmarke von 2 % der Studierenden fortgeführt werden.
| Jahr              | 2011   | 2012   | seit 2013 |
| Höchstförderquote | 0,45 % | 1,00 % | 1,50 %    |

## Beteiligung
Im Jahr 2014 nutzten rund 3/4 der deutschen Hochschulen das Deutschlandstipendium. Die Obergrenze des Anteils der Geförderten liegt bei 1,5 Prozent der Studierenden.
| Jahr                                | 2011      | 2012       | 2013       | 2014     | 2015       | 2016       | 2017       | 2018       | 2019       | 2020       | 2021       |
| Private Fördermittel                | 3,4 Mio.€ | 13,0 Mio.€ | 21,1 Mio.€ | 24 Mio.€ | 25,3 Mio.€ | 26,2 Mio.€ | 26,9 Mio.€ | 28,1 Mio.€ | 29,0 Mio.€ | 29,4 Mio.€ | 30,3 Mio.€ |
| Anzahl Stipendien                   | 5.375     | 13.896     | 19.470     | 22.503   | 24.276     | 25.528     | 25.947     | 27.229     | 28.159     | 28.077     | 28.984     |
| Geförderter Anteil der Studierenden | –         | –          | –          | 0,84 %   | –          | –          | –          | –          | ca. 1 %    | –          | –          |

2023 haben rund 31.400 Studierende ein Deutschlandstipendium nach dem Stipendienprogramm-Gesetz erhalten. Hochschulen warben dafür 33 Millionen Euro von privaten Mittelgebern an.

## Kritik
Der freie zusammenschluss von student*innenschaften kritisierte die Einführung des Deutschlandstipendiums, weil es soziale Unterschiede zementiere, Studierende in strukturschwachen Gebieten benachteilige und einem intransparenten Auswahlverfahren unterliege.
Der Bundesrechnungshof kritisierte in seinem Jahresbericht 2013, dass nur 60 Prozent der Bundesmittel, die in den Jahren 2010 bis 2012 in das Deutschlandstipendium flossen, in Form von Stipendien bei den Studenten ankamen. Die restlichen 40 Prozent wurden für Verwaltungskosten aufgewendet, einschließlich der Kosten für Werbekampagnen, an denen fünf Werbeagenturen beteiligt waren.